# Municipio de Mayville (Minnesota)
El municipio de Mayville (en inglés: Mayville Township) es un municipio ubicado en el condado de Houston en el estado estadounidense de Minnesota. En el año 2010 tenía una población de 409 habitantes y una densidad poblacional de 5,15 personas por km².

## Geografía
El municipio de Mayville se encuentra ubicado en las coordenadas 43°37′57″N 91°26′23″O / 43.63250, -91.43972. Según la Oficina del Censo de los Estados Unidos, el municipio tiene una superficie total de 79.36 km², de la cual 79,01 km² corresponden a tierra firme y (0,44 %) 0,35 km² es agua.

## Demografía
Según el censo de 2010, había 409 personas residiendo en el municipio de Mayville. La densidad de población era de 5,15 hab./km². De los 409 habitantes, el municipio de Mayville estaba compuesto por el 98,29 % blancos, el 0,73 % eran afroamericanos y el 0,98 % eran de una mezcla de razas. Del total de la población el 0 % eran hispanos o latinos de cualquier raza.